# 曼杰莱加奥恩
曼杰莱加奥恩（Manjlegaon），是印度马哈拉施特拉邦Bid县的一个城镇。总人口43969（2001年）。

## 人口
该地2001年总人口43969人，其中男性22602人，女性21367人；0—6岁人口6674人，其中男3588人，女3086人；识字率64.10%，其中男性为71.89%，女性为55.87%。